# Никольское (Череповецкий район)
Никольское (в местном просторечии - Никола) — село в Череповецком районе Вологодской области.
Входит в состав Абакановского сельского поселения, с точки зрения административно-территориального деления — в Абакановский сельсовет.
Расстояние по автодороге до районного центра Череповца — 53 км, до центра муниципального образования Абаканово — 10 км. Ближайшие населённые пункты — Шуклино, Ждановская, Ярцево.
По переписи 2002 года население — 46 человек (21 мужчина, 25 женщин). Преобладающая национальность — русские (91 %).
В селе родился Герой Советского Союза Пётр Костромцов. Его именем названа одна из улиц села.